# Osek nad Bečvou
Osek nad Bečvou là một làng thuộc huyện Přerov, vùng Olomoucký, Cộng hòa Séc.